# Hadropechys victoriae
Hadropechys victoriae är en skalbaggsart som beskrevs av Blackburn 1897. Hadropechys victoriae ingår i släktet Hadropechys och familjen Melolonthidae. Inga underarter finns listade i Catalogue of Life.